# Joseph Russegger
Joseph Ritter von Russegger (Salisburgo, 18 ottobre 1802 – Banská Štiavnica, 20 giugno 1863) è stato un geologo austriaco.

## Biografia
Studiò a Salisburgo e negli anni dal 1823 al 1825 andò all'Accademia delle miniere e delle foreste a Schemnitz. Dal 1831 al 1835, fu direttore delle miniere a Böckstein.
Dal 1836 condusse degli studi geologici in Africa settentrionale, Medio Oriente e Asia Minore. Durante la spedizione fu accompagnato dal botanico Theodor Kotschy (1813-1866). In Egitto, su richiesta del viceré Mohammed Ali (1769-1849), svolse delle indagini geognostiche e geologiche del paese. In Sudan fu ricercatore di oro. Nel suo viaggio di ritorno in Europa (1839), per conto del re Ottone, indagò sulle miniere greci. In seguito, viaggiò in lungo e in largo il continente (Italia, Germania sud-occidentale, Francia, Gran Bretagna, Scandinavia, ecc.). Come risultato della spedizione, pubblicò la serie multi volume Reisen in Europa, Asien und Afrika (1841-1850).
Nel 1843 fu nominato vicedirettore della Berg- und Salinendirection per il Tirolo e nel 1850 divenne direttore del distretto minerario del Alta Ungheria. Nel 1848 divenne membro dell'Accademia delle scienze di Vienna.